# Апатија
Равнодушност (грч. απάθεια apatheia) или апатија, бестрашће, психичко је стање без страсти и афеката, карактерисано неузбуђеношћу и незаинтересованошћу. Равнодушност се, с једне стране, сматра жељеним „филозофским миром", а с друге, „губитком заинтересованости за свет око себе и сопствену судбину“, ради чега се неретко предузимају и психијатријска лечења.

## Равнодушност у филозофији
У филозофији, равнодушност је одсуство било каквог душевног узбуђења, стање унутрашње душевне смирености. Равнодушност се нарочито вреднује у оним етичким системима (хиндуизам, будизам, стоицизам, хришћанство) који на жељу и световне интересе гледају као на нешто ниско и недостојно.
Код киника је равнодушност значила душевни мир. У филозофији стоика, не поседовати pathe значи не поседовати осећања заснована на погрешним веровањима да је неки предмет довољно важан да би конкурисао врлини. Тако да равнодушност не представља недостатак осећања уопште, већ недостатак оних осећања која човека наводе да врлини ускрати њену праву улогу. Равнодушност за стоике представља највеће добро јер значи ослобођење од афеката и бестрашће. Врлина је мудраца у томе што умом може познати штетност афеката и савладати их, а порочност „будаластог“ у томе што код њега страсти доминирају над умом. У стању бестрашћа мудрац ништа не треба, јер је умом надвладао све пожуде које би га могле одвести у стање страшћа (патхос). Равнодушност је, према мишљењу стоика и киника, циљ властитог уздизања и самоваспитања. Човек треба да постане равнодушан према спољним догађањима као и према угодном и неугодном доживљају у свакодневним сусретима с људима, а последица тога је срећан и блажен живот. У филозофији скептика апатија је стање у којем се суздржавамо од сваког суда.
Попут неких ранијих филозофа, и Кант је равнодушност сматрао нарочито врсном. За њега, блаженство је стање „потпуне независности од склоности и жеља“, и ова слобода је истовремено и врлина сама по себи и предуслов за остале врлине.

## Равнодушност у религији
У хришћанству се бестрашће (односно равнодушност) вреднује као врхунска врлина, односно оно што омогућује врлине. Јован Лествичник каже: „Звезде су лепота небеског свода, а украс бестрашћа - врлине." Он бестрасним назива човека који је „ум уздигао изнад свега створеног, који је сва чула покорио уму а душу своју представио Господу". Тако, хришћанском поимању, бестрашће не значи само одсуство заинтересованости за створени свет, већ активну љубав према Богу. У аскетској традицији свет се поистовећује са страстима, па велики хришћански аскета Исак Сирин речју и делом поручује "смрт свету". Максим Исповедник страсти види као препреке на путу богопознања, говорећи да: „бестрашће рађа расуђивање, а знање - љубав према Богу“. Међутим, и из Цркве упозоравају да „бестрашће пре времена је опасно“, изван монашких традиција, и у условима породичног живота.

## Равнодушност у психологији
Равнодушност се у психологији дефинише као „одсуство осећања у условима када би она била природна", односно као потпуна незаинтересованост за свет око себе. Стога се она посматра као непожељан, па чак и абнормалан феномен, који је потребно лечити. Термин се употребљава и као ознака стања у неким душевним болестима као што су меланхолија и депресивна психоза.

## Равнодушност у политици
Равнодушност се у политици испољава као незаинтересованост бирача за понуђене политичке опције, неизлазак на изборе и уопште, уздржавање од било какве политичке активности. Од стране политичких аналитичара се често тумачи као непожељно стање, односно као незаинтересованост народа за сопствену судбину. Међутим, и овде постоје друкчија тумачења која тврде да „апстиненција од избора не мора означавати политичку апатију“.